# Recopa de Europa 1998-99
La Recopa de Europa 1998-99 fue la trigésima novena y última edición de la Recopa de Europa, en la que participaron los campeones nacionales de copa en la temporada anterior. Tras esta edición desapareció la competición como producto de la profunda remodelación de las competiciones europeas que tuvo lugar entonces. Participaron 49 clubes pertenecientes a 48 federaciones nacionales diferentes.
La final, disputada a partido único, enfrentó al Mallorca con la Lazio en el estadio Villa Park, en Birmingham, donde venció el equipo italiano por 2-1. El triunfo de la Lazio le permitió quedarse con el trofeo en propiedad.

## Participantes
| Primera ronda    | Primera ronda      | Primera ronda          | Primera ronda   |
| ---------------- | ------------------ | ---------------------- | --------------- |
| ChelseaCD        | Lazio              | MSV Duisburg           | Mallorca        |
| PSG              | Heerenveen         | Newcastle United       | Braga           |
| Panionios        | Jablonec 97        | Vålerenga              | Ried            |
| Lokomotiv Moscow | Varteks            | Beşiktaş               |                 |
| Ronda previa     |                    |                        |                 |
| Copenhague       | Lausanne-Sport     | CSKA Kiev              | Amica Wronki    |
| MTK Budapest     | Genk               | Spartak Trnava         | Rapid București |
| Helsingborg      | Dinamo Batumi      | Apollon Limassol       | Hearts          |
| Maccabi Haifa    | Rudar Velenje      | Lokomotiv-96 Vitebsk   | Keflavík        |
| FC Haka          | Liepājas Metalurgs | Levski Sofia           | Vardar          |
| Ekranas          | Partizan           | Constructorul Chişinău | FC Vaduz        |
| Lantana Tallin   | Tsement Ararat     | Glentoran              | Hibernians      |
| Bangor City      | Cork City          | GÍ Gøta                | Apolonia        |
| Grevenmacher     | Qarabağ            |                        |                 |

CD Campeón Defensor

## Ronda previa
| Equipo 1           | Agr. | Equipo 2               | Ida | Vuelta |
| ------------------ | ---- | ---------------------- | --- | ------ |
| Rudar Velenje      | 2–0  | Constructorul Chișinău | 2–0 | 0–0    |
| Vaduz              | 0–5  | Helsingborg            | 0–2 | 0–3    |
| Lausanne-Sport     | 7–2  | Tsement Ararat         | 5–1 | 2–1    |
| Cork City          | 2–3  | CSKA Kyiv              | 2–1 | 0–2    |
| Ekranas            | 4–5  | Apollon Limassol       | 1–2 | 3–3    |
| Apolonia           | 1–9  | Genk                   | 1–5 | 0–4    |
| Bangor City        | 0–3  | Haka                   | 0–2 | 0–1    |
| Levski Sofia       | 9–2  | Lokomotiv-96 Vitebsk   | 8–1 | 1–1    |
| Liepājas Metalurgs | 4–3  | Keflavík               | 4–2 | 0–1    |
| Grevenmacher       | 2–8  | Rapid București        | 2–6 | 0–2    |
| Lantana Tallin     | 0–6  | Hearts                 | 0–1 | 0–5    |
| Amica Wronki       | 5–0  | Hibernians             | 4–0 | 1–0    |
| GÍ Gøta            | 1–10 | MTK                    | 1–3 | 0–7    |
| Glentoran          | 1–3  | Maccabi Haifa          | 0–1 | 1–2    |
| Vardar             | 0–3  | Spartak Trnava         | 0–1 | 0–2    |
| Copenhagen         | 10–0 | Karabakh               | 6–0 | 4–0    |
| Partizan           | 2–1  | Dinamo Batumi          | 2–0 | 0–1    |

Ida
| 13-8-1998 | Rudar Velenje              | 2–0     | Constructorul Chișinău | Ob Jezeru, Velenje                                                |                                                                   |
|           | Vidojevič 32' · Šumnik 90' | Reporte |                        | Asistencia: 1,300 espectadores Árbitro(s): Manfred Schüttengruber | Asistencia: 1,300 espectadores Árbitro(s): Manfred Schüttengruber |

| 13-8-1998 | Vaduz | 0–2     | Helsingborg             | Rheinpark Stadion, Vaduz                              |                                                       |
|           |       | Reporte | Stavrum 9' · Wibrån 67' | Asistencia: 950 espectadores Árbitro(s): Gerard Perry | Asistencia: 950 espectadores Árbitro(s): Gerard Perry |

| 13-8-1998 | Lausanne-Sport                           | 5–1     | Tsement Ararat      | Stade Olympique de la Pontaise, Lausanne                      |                                                               |
|           | Celestini 29', 47', 59', 70' · Cavin 70' | Reporte | T. Hovhannisyan 36' | Asistencia: 3,500 espectadores Árbitro(s): Stefan Ormandzhiev | Asistencia: 3,500 espectadores Árbitro(s): Stefan Ormandzhiev |

| 13-8-1998 | Cork City                          | 2–1     | CSKA Kiev | Turners Cross, Cork                                        |                                                            |
|           | Flanagan 20' (pen.) · Coughlan 42' | Reporte | Revut 90' | Asistencia: 2,575 espectadores Árbitro(s): Dominique Tavel | Asistencia: 2,575 espectadores Árbitro(s): Dominique Tavel |

| 13-8-1998 | Ekranas      | 1–2     | Apollon Limassol           | Aukštaitija, Panevėžys                                  |                                                         |
|           | Stumbrys 38' | Reporte | Spoljaric 17' · Pittas 90' | Asistencia: 4,000 espectadores Árbitro(s): Mike McCurry | Asistencia: 4,000 espectadores Árbitro(s): Mike McCurry |

| 13-8-1998 | Apolonia | 1–5     | Genk                                                                 | Selman Stërmasi Stadium, Tirana                            |                                                            |
|           | Zeqo 25' | Reporte | Strupar 30' · Olivieri 35' · Benjamin 40' · Oularé 65' · Horváth 79' | Asistencia: 2,500 espectadores Árbitro(s): Attila Hanacsek | Asistencia: 2,500 espectadores Árbitro(s): Attila Hanacsek |

| 13-8-1998 | Bangor City | 0–2     | Haka                  | Farrar Road, Bangor                                           |                                                               |
|           |             | Reporte | Niemi 40' · Salli 60' | Asistencia: 1,429 espectadores Árbitro(s): Gennady Yakubovsky | Asistencia: 1,429 espectadores Árbitro(s): Gennady Yakubovsky |

| 13-8-1998 | Levski Sofia                                                                              | 8–1     | Lokomotiv-96 Vitebsk   | Vasil Levski National Stadium, Sofía                       |                                                            |
|           | Ivanov 8', 32' · Borisov 23', 44', 88' · Donev 42' · Radukanov 52' · Rahozhkin 85' (o.g.) | Reporte | Demenkovets 49' (pen.) | Asistencia: 15,000 espectadores Árbitro(s): Kyros Vassaras | Asistencia: 15,000 espectadores Árbitro(s): Kyros Vassaras |

| 13-8-1998 | Liepājas Metalurgs                       | 4–2     | Keflavík                   | Daugava Stadium, Liepāja                                |                                                         |
|           | Bulders 61', 87', 88' · Magdišauskas 89' | Reporte | Tanasic 60' · Gylfason 90' | Asistencia: 4,500 espectadores Árbitro(s): Leif Sundell | Asistencia: 4,500 espectadores Árbitro(s): Leif Sundell |

| 13-8-1998 | Grevenmacher    | 2–6     | Rapid București                                                                | Op Flohr Stadion, Grevenmacher                           |                                                          |
|           | Krähen 38', 72' | Reporte | Sabău 13' · Pancu 63' · Dulca 66' · Stanciu 69' · Lupu 77' (pen.) · Mutică 82' | Asistencia: 1,100 espectadores Árbitro(s): Dejan Delević | Asistencia: 1,100 espectadores Árbitro(s): Dejan Delević |

| 13-8-1998 | Lantana Tallin | 0–1     | Hearts    | Viimsi Stadium, Tallin                                  |                                                         |
|           |                | Reporte | Makel 21' | Asistencia: 1,000 espectadores Árbitro(s): Michal Beneš | Asistencia: 1,000 espectadores Árbitro(s): Michal Beneš |

| 13-8-1998 | Amica Wronki                                          | 4–0     | Hibernians | Amica Wronki Stadium, Wronki                               |                                                            |
|           | Kryszałowicz 36' · Przerada 56' · Sobociński 63', 75' | Reporte |            | Asistencia: 4,600 espectadores Árbitro(s): Ihor Yarmenchuk | Asistencia: 4,600 espectadores Árbitro(s): Ihor Yarmenchuk |

| 13-8-1998 | GÍ Gøta       | 1–3     | MTK                                         | Svangaskarð, Toftir                                         |                                                             |
|           | J.P. Olsen 8' | Reporte | Kenesei 17' · Preisinger 19' · Szekeres 90' | Asistencia: 340 espectadores Árbitro(s): Kristinn Jakobsson | Asistencia: 340 espectadores Árbitro(s): Kristinn Jakobsson |

| 13-8-1998 | Glentoran | 0–1     | Maccabi Haifa | The Oval, Belfast                                             |                                                               |
|           |           | Reporte | Mizrahi 23'   | Asistencia: 2,000 espectadores Árbitro(s): Tom Henning Øvrebø | Asistencia: 2,000 espectadores Árbitro(s): Tom Henning Øvrebø |

| 13-8-1998 | Vardar | 0–1     | Spartak Trnava | Gradski stadion, Skopie                                  |                                                          |
|           |        | Reporte | Ujlaky 76'     | Asistencia: 9,700 espectadores Árbitro(s): Charles Agius | Asistencia: 9,700 espectadores Árbitro(s): Charles Agius |

| 13-8-1998 | Copenhague                                                                        | 6–0     | Qarabağ | Parken Stadium, Copenhague                                  |                                                             |
|           | Martin Nielsen 2' · Thorninger 6' · P. Nielsen 13', 40' · Goldbæk 20' · Falch 26' | Reporte |         | Asistencia: 5,672 espectadores Árbitro(s): Vladimir Antonov | Asistencia: 5,672 espectadores Árbitro(s): Vladimir Antonov |

| 13-8-1998 | Partizan                | 2–0     | Dinamo Batumi | Partizan Stadium, Belgrade                                      |                                                                 |
|           | Bjeković 18' · Ilić 34' | Reporte |               | Asistencia: 8,500 espectadores Árbitro(s): Dick J.H. Van Egmond | Asistencia: 8,500 espectadores Árbitro(s): Dick J.H. Van Egmond |

Vuelta
| 27-8-1998 | Constructorul Chișinău | 0–0 (Global 0-2) | Rudar Velenje | Republican Stadium, Chișinău                                 |                                                              |
|           |                        | Reporte          |               | Asistencia: 4,500 espectadores Árbitro(s): Georgios Fassolis | Asistencia: 4,500 espectadores Árbitro(s): Georgios Fassolis |

| 27-8-1998 | Helsingborg                         | 3–0 (Global 5-0) | Vaduz | Olympia, Helsingborg                                      |                                                           |
|           | Wibrån 43' · Edman 57' · Powell 67' | Reporte          |       | Asistencia: 3,600 espectadores Árbitro(s): Andrei Butenko | Asistencia: 3,600 espectadores Árbitro(s): Andrei Butenko |

| 27-8-1998 | Tsement Ararat | 1–2     | Lausanne-Sport             | Hrazdan Stadium, Ereván                                       |                                                               |
|           | Asatryan 39'   | Reporte | Douglas 66' · Hottiger 89' | Asistencia: 1,500 espectadores Árbitro(s): Frank De Bleeckere | Asistencia: 1,500 espectadores Árbitro(s): Frank De Bleeckere |

| 27-8-1998 | CSKA Kiev                        | 2–0 (Global 3-2) | Cork City | Dynamo Stadium, Kiev                                    |                                                         |
| | Tsykhmeystruk 40' · Leonenko 56' | Reporte          |           | Asistencia: 6,000 espectadores Árbitro(s): Željko Širić | Asistencia: 6,000 espectadores Árbitro(s): Željko Širić |
| El CSKA Kiev jugó de local en el Dynamo Stadium en Kiev debido a que su estadio, el CSK ZSU Stadium de Kiev, no cumplía con los requerimientos de UEFA. |                                  |                  |           |                                                         |                                                         |

| 27-8-1998 | Apollon Limassol                               | 3–3 (Global 5-4) | Ekranas                        | Tsirio Stadium, Limassol                                  |                                                           |
|           | Spoljaric 52' (pen.), 89' (pen.) · Kavazis 60' | Reporte          | Vilėniškis 6', 9' · Varnas 90' | Asistencia: 6,000 espectadores Árbitro(s): Bernard Saules | Asistencia: 6,000 espectadores Árbitro(s): Bernard Saules |

| 27-8-1998 | Genk                                       | 4–0 (Global 9-1) | Apolonia | Thyl Geyselinck, Genk                                  |                                                        |
|           | Oularé 4' · N'Sumbu 83' · Strupar 85', 90' | Reporte          |          | Asistencia: 3,982 espectadores Árbitro(s): John Ashman | Asistencia: 3,982 espectadores Árbitro(s): John Ashman |

| 27-8-1998 | Haka        | 1–0 (Global 3-0) | Bangor City | Tehtaan kenttä, Valkeakoski                              |                                                          |
|           | Ruhanen 29' | Reporte          |             | Asistencia: 2,451 espectadores Árbitro(s): Sergejs Braga | Asistencia: 2,451 espectadores Árbitro(s): Sergejs Braga |

| 27-8-1998 | Lokomotiv-96 Vitebsk | 1–1 (Global 2-9) | Levski Sofia | Dinamo Stadium, Minsk                                    |                                                          |
|           | Sivkov 90'           | Reporte          | Lazarov 56'  | Asistencia: 750 espectadores Árbitro(s): Vladimír Hriňák | Asistencia: 750 espectadores Árbitro(s): Vladimír Hriňák |

| 27-8-1998 | Keflavík       | 1–0 (Global 3-4) | Liepājas Metalurgs | Keflavíkurvöllur, Keflavík                             |                                                        |
|           | H. Jónsson 29' | Reporte          |                    | Asistencia: 503 espectadores Árbitro(s): Jon Skjervold | Asistencia: 503 espectadores Árbitro(s): Jon Skjervold |

| 27-8-1998 | Rapid București | 2–0 (Global 8-2) | Grevenmacher | Stadionul Giulești-Valentin Stănescu, Bucharest            |                                                            |
|           | Pancu 53', 88'  | Reporte          |              | Asistencia: 7,160 espectadores Árbitro(s): Lawrence Sammut | Asistencia: 7,160 espectadores Árbitro(s): Lawrence Sammut |

| 27-8-1998 | Hearts                                                           | 5–0 (Global 6-0) | Lantana Tallin | Tynecastle Stadium, Edinburgh                            |                                                          |
|           | Hamilton 18' · Fulton 29' · McCann 41' · Flögel 75' · Holmes 90' | Reporte          |                | Asistencia: 15,053 espectadores Árbitro(s): Jan Wegereef | Asistencia: 15,053 espectadores Árbitro(s): Jan Wegereef |

| 27-8-1998 | Hibernians | 0–1 (Global 0-5) | Amica Wronki     | Hibernians Stadium, Paola                              |                                                        |
|           |            | Reporte          | Kryszałowicz 70' | Asistencia: 113 espectadores Árbitro(s): Graham Barber | Asistencia: 113 espectadores Árbitro(s): Graham Barber |

| 27-8-1998 | MTK                                                                           | 7–0 (Global 10-1) | GÍ Gøta | Hidegkuti Nándor Stadion, Budapest                       |                                                          |
|           | Kenesei 16', 71', 76' · Preisinger 34' · Halmai 37' · Illés 62' · Balaskó 73' | Reporte           |         | Asistencia: 1,500 espectadores Árbitro(s): Otar Guntadze | Asistencia: 1,500 espectadores Árbitro(s): Otar Guntadze |

| 27-8-1998 | Maccabi Haifa                  | 2–1 (Global 3-1) | Glentoran | Kiryat Eliezer Stadium, Haifa                              |                                                            |
|           | Mizrahi 16' (pen.), 81' (pen.) | Reporte          | Batey 42' | Asistencia: 2,499 espectadores Árbitro(s): Serhiy Tatulian | Asistencia: 2,499 espectadores Árbitro(s): Serhiy Tatulian |

| 27-8-1998 | Spartak Trnava              | 2–0 (Global 3-0) | Vardar | Štadión Antona Malatinského, Trnava                       |                                                           |
|           | Tittel 83' · Luis Gomes 85' | Reporte          |        | Asistencia: 10,014 espectadores Árbitro(s): Romans Lajuks | Asistencia: 10,014 espectadores Árbitro(s): Romans Lajuks |

| 27-8-1998 | Qarabağ | 0–4 (Global 0-10) | Copenhague                                        | Tofiq Bahramov Stadium, Bakú                               |                                                            |
|           |         | Reporte           | Jensen 64' · P. Nielsen 68' · D. Nielsen 75', 84' | Asistencia: 1,500 espectadores Árbitro(s): Henri Diederich | Asistencia: 1,500 espectadores Árbitro(s): Henri Diederich |

| 27-8-1998 | Dinamo Batumi | 1–0 (Global 1-2) | Partizan | Tsentral Stadium, Batumi                                       |                                                                |
|           | Sichinava 28' | Reporte          |          | Asistencia: 10,300 espectadores Árbitro(s): Pasquale Rodomonti | Asistencia: 10,300 espectadores Árbitro(s): Pasquale Rodomonti |

## Rondas finales
|  | Primera ronda                                                | Primera ronda                                                | Primera ronda                                                | Primera ronda                                                |   |                 | Octavos de final                                            | Octavos de final                                            | Octavos de final                                            | Octavos de final                                            |  |                  | Cuartos de final                                      | Cuartos de final                                      | Cuartos de final                                      | Cuartos de final                                      |  |                 | Semifinales                                           | Semifinales                                           | Semifinales                                           | Semifinales                                           |  |       | Final                                     | Final                                     |  |
|  | 17 de septiembre de 1998 (ida) 1 de octubre de 1998 (vuelta) | 17 de septiembre de 1998 (ida) 1 de octubre de 1998 (vuelta) | 17 de septiembre de 1998 (ida) 1 de octubre de 1998 (vuelta) | 17 de septiembre de 1998 (ida) 1 de octubre de 1998 (vuelta) |   |                 | 22 de octubre de 1998 (ida) 5 de noviembre de 1998 (vuelta) | 22 de octubre de 1998 (ida) 5 de noviembre de 1998 (vuelta) | 22 de octubre de 1998 (ida) 5 de noviembre de 1998 (vuelta) | 22 de octubre de 1998 (ida) 5 de noviembre de 1998 (vuelta) |  |                  | 4 de marzo de 1999 (ida) 18 de marzo de 1999 (vuelta) | 4 de marzo de 1999 (ida) 18 de marzo de 1999 (vuelta) | 4 de marzo de 1999 (ida) 18 de marzo de 1999 (vuelta) | 4 de marzo de 1999 (ida) 18 de marzo de 1999 (vuelta) |  |                 | 8 de abril de 1999 (ida) 22 de abril de 1999 (vuelta) | 8 de abril de 1999 (ida) 22 de abril de 1999 (vuelta) | 8 de abril de 1999 (ida) 22 de abril de 1999 (vuelta) | 8 de abril de 1999 (ida) 22 de abril de 1999 (vuelta) |  |       | 19 de mayo de 1999 Villa Park, Birmingham | 19 de mayo de 1999 Villa Park, Birmingham |  |
|  |                                                              |                                                              |                                                              |                                                              |   |                 |                                                             |                                                             |                                                             |                                                             |  |                  |                                                       |                                                       |                                                       |                                                       |  |                 |                                                       |                                                       |                                                       |                                                       |  |       |                                           |                                           |  |
|  |                                                              |                                                              |                                                              |                                                              |   |                 |                                                             |                                                             |                                                             |                                                             |  |                  |                                                       |                                                       |                                                       |                                                       |  |                 |                                                       |                                                       |                                                       |                                                       |  |       |                                           |                                           |  |
|  | CSKA Kiev                                                    | 0                                                            | 1                                                            | 1                                                            |   |                 |                                                             |                                                             |                                                             |                                                             |  |                  |                                                       |                                                       |                                                       |                                                       |  |                 |                                                       |                                                       |                                                       |                                                       |  |       |                                           |                                           |  |
|  | CSKA Kiev                                                    | 0                                                            | 1                                                            | 1                                                            |   |                 |                                                             |                                                             |                                                             |                                                             |  |                  |                                                       |                                                       |                                                       |                                                       |  |                 |                                                       |                                                       |                                                       |                                                       |  |       |                                           |                                           |  |
|  | Lokomotiv Moscú                                              | 2                                                            | 3                                                            | 5                                                            |   |                 |                                                             |                                                             |                                                             |                                                             |  |                  |                                                       |                                                       |                                                       |                                                       |  |                 |                                                       |                                                       |                                                       |                                                       |  |       |                                           |                                           |  |
|  | Lokomotiv Moscú                                              | 2                                                            | 3                                                            | 5                                                            |   | Lokomotiv Moscú | 3                                                           | 0                                                           | 3                                                           |                                                             |  |                  |                                                       |                                                       |                                                       |                                                       |  |                 |                                                       |                                                       |                                                       |                                                       |  |       |                                           |                                           |  |
|  |                                                              |                                                              |                                                              |                                                              |   | Lokomotiv Moscú | 3                                                           | 0                                                           | 3                                                           |                                                             |  |                  |                                                       |                                                       |                                                       |                                                       |  |                 |                                                       |                                                       |                                                       |                                                       |  |       |                                           |                                           |  |
|  |                                                              |                                                              | Sporting Braga                                               | 1                                                            | 1 | 2               |                                                             |                                                             |                                                             |                                                             |  |                  |                                                       |                                                       |                                                       |                                                       |  |                 |                                                       |                                                       |                                                       |                                                       |  |       |                                           |                                           |  |
|  | Liepājas Metalurgs                                           | 0                                                            | Sporting Braga                                               | 1                                                            | 1 | 2               | 0                                                           | 0                                                           |                                                             |                                                             |  |                  |                                                       |                                                       |                                                       |                                                       |  |                 |                                                       |                                                       |                                                       |                                                       |  |       |                                           |                                           |  |
|  | Liepājas Metalurgs                                           | 0                                                            |                                                              |                                                              |   |                 |                                                             |                                                             |                                                             |                                                             |  |                  |                                                       |                                                       |                                                       |                                                       |  |                 |                                                       |                                                       |                                                       |                                                       |  |       |                                           |                                           |  |
|  | Sporting Braga                                               | 0                                                            | 4                                                            | 4                                                            |   |                 |                                                             |                                                             |                                                             |                                                             |  |                  |                                                       |                                                       |                                                       |                                                       |  |                 |                                                       |                                                       |                                                       |                                                       |  |       |                                           |                                           |  |
|  | Sporting Braga                                               | 0                                                            | 4                                                            | 4                                                            |   |                 |                                                             |                                                             |                                                             |                                                             |  | Lokomotiv Moscú  | 3                                                     | 1                                                     | 4                                                     |                                                       |  |                 |                                                       |                                                       |                                                       |                                                       |  |       |                                           |                                           |  |
|  |                                                              |                                                              |                                                              |                                                              |   |                 |                                                             |                                                             |                                                             |                                                             |  | Lokomotiv Moscú  | 3                                                     | 1                                                     | 4                                                     |                                                       |  |                 |                                                       |                                                       |                                                       |                                                       |  |       |                                           |                                           |  |
|  |                                                              |                                                              | Maccabi Haifa                                                | 0                                                            | 0 | 0               |                                                             |                                                             |                                                             |                                                             |  |                  |                                                       |                                                       |                                                       |                                                       |  |                 |                                                       |                                                       |                                                       |                                                       |  |       |                                           |                                           |  |
|  | Ried                                                         | 2                                                            | Maccabi Haifa                                                | 0                                                            | 0 | 0               | 1                                                           | 3                                                           |                                                             |                                                             |  |                  |                                                       |                                                       |                                                       |                                                       |  |                 |                                                       |                                                       |                                                       |                                                       |  |       |                                           |                                           |  |
|  | Ried                                                         | 2                                                            |                                                              |                                                              |   |                 |                                                             |                                                             |                                                             |                                                             |  |                  |                                                       |                                                       |                                                       |                                                       |  |                 |                                                       |                                                       |                                                       |                                                       |  |       |                                           |                                           |  |
|  | MTK Budapest                                                 | 0                                                            | 0                                                            | 0                                                            |   |                 |                                                             |                                                             |                                                             |                                                             |  |                  |                                                       |                                                       |                                                       |                                                       |  |                 |                                                       |                                                       |                                                       |                                                       |  |       |                                           |                                           |  |
|  | MTK Budapest                                                 | 0                                                            | 0                                                            | 0                                                            |   | Ried            | 2                                                           | 1                                                           | 3                                                           |                                                             |  |                  |                                                       |                                                       |                                                       |                                                       |  |                 |                                                       |                                                       |                                                       |                                                       |  |       |                                           |                                           |  |
|  |                                                              |                                                              |                                                              |                                                              |   | Ried            | 2                                                           | 1                                                           | 3                                                           |                                                             |  |                  |                                                       |                                                       |                                                       |                                                       |  |                 |                                                       |                                                       |                                                       |                                                       |  |       |                                           |                                           |  |
|  |                                                              |                                                              | Maccabi Haifa                                                | 1                                                            | 4 | 5               |                                                             |                                                             |                                                             |                                                             |  |                  |                                                       |                                                       |                                                       |                                                       |  |                 |                                                       |                                                       |                                                       |                                                       |  |       |                                           |                                           |  |
|  | PSG                                                          | 1                                                            | Maccabi Haifa                                                | 1                                                            | 4 | 5               | 2                                                           | 3                                                           |                                                             |                                                             |  |                  |                                                       |                                                       |                                                       |                                                       |  |                 |                                                       |                                                       |                                                       |                                                       |  |       |                                           |                                           |  |
|  | PSG                                                          | 1                                                            |                                                              |                                                              |   |                 |                                                             |                                                             |                                                             |                                                             |  |                  |                                                       |                                                       |                                                       |                                                       |  |                 |                                                       |                                                       |                                                       |                                                       |  |       |                                           |                                           |  |
|  | Maccabi Haifa                                                | 1                                                            | 3                                                            | 4                                                            |   |                 |                                                             |                                                             |                                                             |                                                             |  |                  |                                                       |                                                       |                                                       |                                                       |  |                 |                                                       |                                                       |                                                       |                                                       |  |       |                                           |                                           |  |
|  | Maccabi Haifa                                                | 1                                                            | 3                                                            | 4                                                            |   |                 |                                                             |                                                             |                                                             |                                                             |  |                  |                                                       |                                                       |                                                       |                                                       |  | Lokomotiv Moscú | 1                                                     | 0                                                     | 1                                                     |                                                       |  |       |                                           |                                           |  |
|  |                                                              |                                                              |                                                              |                                                              |   |                 |                                                             |                                                             |                                                             |                                                             |  |                  |                                                       |                                                       |                                                       |                                                       |  | Lokomotiv Moscú | 1                                                     | 0                                                     | 1                                                     |                                                       |  |       |                                           |                                           |  |
|  |                                                              |                                                              | Lazio (v.)                                                   | 1                                                            | 0 | 1               |                                                             |                                                             |                                                             |                                                             |  |                  |                                                       |                                                       |                                                       |                                                       |  |                 |                                                       |                                                       |                                                       |                                                       |  |       |                                           |                                           |  |
|  | Panionios                                                    | 2                                                            | Lazio (v.)                                                   | 1                                                            | 0 | 1               | 3                                                           | 5                                                           |                                                             |                                                             |  |                  |                                                       |                                                       |                                                       |                                                       |  |                 |                                                       |                                                       |                                                       |                                                       |  |       |                                           |                                           |  |
|  | Panionios                                                    | 2                                                            |                                                              |                                                              |   |                 |                                                             |                                                             |                                                             |                                                             |  |                  |                                                       |                                                       |                                                       |                                                       |  |                 |                                                       |                                                       |                                                       |                                                       |  |       |                                           |                                           |  |
|  | Haka                                                         | 0                                                            | 1                                                            | 1                                                            |   |                 |                                                             |                                                             |                                                             |                                                             |  |                  |                                                       |                                                       |                                                       |                                                       |  |                 |                                                       |                                                       |                                                       |                                                       |  |       |                                           |                                           |  |
|  | Haka                                                         | 0                                                            | 1                                                            | 1                                                            |   | Panionios       | 3                                                           | 1                                                           | 4                                                           |                                                             |  |                  |                                                       |                                                       |                                                       |                                                       |  |                 |                                                       |                                                       |                                                       |                                                       |  |       |                                           |                                           |  |
|  |                                                              |                                                              |                                                              |                                                              |   | Panionios       | 3                                                           | 1                                                           | 4                                                           |                                                             |  |                  |                                                       |                                                       |                                                       |                                                       |  |                 |                                                       |                                                       |                                                       |                                                       |  |       |                                           |                                           |  |
|  |                                                              |                                                              | Apollon Limassol                                             | 2                                                            | 0 | 2               |                                                             |                                                             |                                                             |                                                             |  |                  |                                                       |                                                       |                                                       |                                                       |  |                 |                                                       |                                                       |                                                       |                                                       |  |       |                                           |                                           |  |
|  | Apollon Limassol (p.)                                        | 2                                                            | Apollon Limassol                                             | 2                                                            | 0 | 2               | 1                                                           | 3 (4)                                                       |                                                             |                                                             |  |                  |                                                       |                                                       |                                                       |                                                       |  |                 |                                                       |                                                       |                                                       |                                                       |  |       |                                           |                                           |  |
|  | Apollon Limassol (p.)                                        | 2                                                            |                                                              |                                                              |   |                 |                                                             |                                                             |                                                             |                                                             |  |                  |                                                       |                                                       |                                                       |                                                       |  |                 |                                                       |                                                       |                                                       |                                                       |  |       |                                           |                                           |  |
|  | Jablonec 97                                                  | 1                                                            | 2                                                            | 3 (3)                                                        |   |                 |                                                             |                                                             |                                                             |                                                             |  |                  |                                                       |                                                       |                                                       |                                                       |  |                 |                                                       |                                                       |                                                       |                                                       |  |       |                                           |                                           |  |
|  | Jablonec 97                                                  | 1                                                            | 2                                                            | 3 (3)                                                        |   |                 |                                                             |                                                             |                                                             |                                                             |  | Panionios        | 0                                                     | 0                                                     | 0                                                     |                                                       |  |                 |                                                       |                                                       |                                                       |                                                       |  |       |                                           |                                           |  |
|  |                                                              |                                                              |                                                              |                                                              |   |                 |                                                             |                                                             |                                                             |                                                             |  | Panionios        | 0                                                     | 0                                                     | 0                                                     |                                                       |  |                 |                                                       |                                                       |                                                       |                                                       |  |       |                                           |                                           |  |
|  |                                                              |                                                              | Lazio                                                        | 4                                                            | 3 | 7               |                                                             |                                                             |                                                             |                                                             |  |                  |                                                       |                                                       |                                                       |                                                       |  |                 |                                                       |                                                       |                                                       |                                                       |  |       |                                           |                                           |  |
|  | Lazio (v.)                                                   | 1                                                            | Lazio                                                        | 4                                                            | 3 | 7               | 2                                                           | 3                                                           |                                                             |                                                             |  |                  |                                                       |                                                       |                                                       |                                                       |  |                 |                                                       |                                                       |                                                       |                                                       |  |       |                                           |                                           |  |
|  | Lazio (v.)                                                   | 1                                                            |                                                              |                                                              |   |                 |                                                             |                                                             |                                                             |                                                             |  |                  |                                                       |                                                       |                                                       |                                                       |  |                 |                                                       |                                                       |                                                       |                                                       |  |       |                                           |                                           |  |
|  | Lausanne-Sport                                               | 1                                                            | 2                                                            | 3                                                            |   |                 |                                                             |                                                             |                                                             |                                                             |  |                  |                                                       |                                                       |                                                       |                                                       |  |                 |                                                       |                                                       |                                                       |                                                       |  |       |                                           |                                           |  |
|  | Lausanne-Sport                                               | 1                                                            | 2                                                            | 3                                                            |   | Lazio           | 0                                                           | 3                                                           | 3                                                           |                                                             |  |                  |                                                       |                                                       |                                                       |                                                       |  |                 |                                                       |                                                       |                                                       |                                                       |  |       |                                           |                                           |  |
|  |                                                              |                                                              |                                                              |                                                              |   | Lazio           | 0                                                           | 3                                                           | 3                                                           |                                                             |  |                  |                                                       |                                                       |                                                       |                                                       |  |                 |                                                       |                                                       |                                                       |                                                       |  |       |                                           |                                           |  |
|  |                                                              |                                                              | Partizán de Belgrado                                         | 0                                                            | 2 | 2               |                                                             |                                                             |                                                             |                                                             |  |                  |                                                       |                                                       |                                                       |                                                       |  |                 |                                                       |                                                       |                                                       |                                                       |  |       |                                           |                                           |  |
|  | Newcastle United                                             | 2                                                            | Partizán de Belgrado                                         | 0                                                            | 2 | 2               | 0                                                           | 2                                                           |                                                             |                                                             |  |                  |                                                       |                                                       |                                                       |                                                       |  |                 |                                                       |                                                       |                                                       |                                                       |  |       |                                           |                                           |  |
|  | Newcastle United                                             | 2                                                            |                                                              |                                                              |   |                 |                                                             |                                                             |                                                             |                                                             |  |                  |                                                       |                                                       |                                                       |                                                       |  |                 |                                                       |                                                       |                                                       |                                                       |  |       |                                           |                                           |  |
|  | Partizán Belgrado (v.)                                       | 1                                                            | 1                                                            | 2                                                            |   |                 |                                                             |                                                             |                                                             |                                                             |  |                  |                                                       |                                                       |                                                       |                                                       |  |                 |                                                       |                                                       |                                                       |                                                       |  |       |                                           |                                           |  |
|  | Partizán Belgrado (v.)                                       | 1                                                            | 1                                                            | 2                                                            |   |                 |                                                             |                                                             |                                                             |                                                             |  |                  |                                                       |                                                       |                                                       |                                                       |  |                 |                                                       |                                                       |                                                       |                                                       |  | Lazio | 2                                         |                                           |  |
|  |                                                              |                                                              |                                                              |                                                              |   |                 |                                                             |                                                             |                                                             |                                                             |  |                  |                                                       |                                                       |                                                       |                                                       |  |                 |                                                       |                                                       |                                                       |                                                       |  | Lazio | 2                                         |                                           |  |
|  |                                                              |                                                              | Mallorca                                                     | 1                                                            |   |                 |                                                             |                                                             |                                                             |                                                             |  |                  |                                                       |                                                       |                                                       |                                                       |  |                 |                                                       |                                                       |                                                       |                                                       |  |       |                                           |                                           |  |
|  | Chelsea                                                      | 1                                                            | Mallorca                                                     | 1                                                            | 0 | 1               |                                                             |                                                             |                                                             |                                                             |  |                  |                                                       |                                                       |                                                       |                                                       |  |                 |                                                       |                                                       |                                                       |                                                       |  |       |                                           |                                           |  |
|  | Chelsea                                                      | 1                                                            |                                                              |                                                              |   |                 |                                                             |                                                             |                                                             |                                                             |  |                  |                                                       |                                                       |                                                       |                                                       |  |                 |                                                       |                                                       |                                                       |                                                       |  |       |                                           |                                           |  |
|  | Helsingborgs                                                 | 0                                                            | 0                                                            | 0                                                            |   |                 |                                                             |                                                             |                                                             |                                                             |  |                  |                                                       |                                                       |                                                       |                                                       |  |                 |                                                       |                                                       |                                                       |                                                       |  |       |                                           |                                           |  |
|  | Helsingborgs                                                 | 0                                                            | 0                                                            | 0                                                            |   | Chelsea         | 1                                                           | 1                                                           | 2                                                           |                                                             |  |                  |                                                       |                                                       |                                                       |                                                       |  |                 |                                                       |                                                       |                                                       |                                                       |  |       |                                           |                                           |  |
|  |                                                              |                                                              |                                                              |                                                              |   | Chelsea         | 1                                                           | 1                                                           | 2                                                           |                                                             |  |                  |                                                       |                                                       |                                                       |                                                       |  |                 |                                                       |                                                       |                                                       |                                                       |  |       |                                           |                                           |  |
|  |                                                              |                                                              | Copenhague                                                   | 1                                                            | 0 | 1               |                                                             |                                                             |                                                             |                                                             |  |                  |                                                       |                                                       |                                                       |                                                       |  |                 |                                                       |                                                       |                                                       |                                                       |  |       |                                           |                                           |  |
|  | Levski Sofía                                                 | 0                                                            | Copenhague                                                   | 1                                                            | 0 | 1               | 1                                                           | 1                                                           |                                                             |                                                             |  |                  |                                                       |                                                       |                                                       |                                                       |  |                 |                                                       |                                                       |                                                       |                                                       |  |       |                                           |                                           |  |
|  | Levski Sofía                                                 | 0                                                            |                                                              |                                                              |   |                 |                                                             |                                                             |                                                             |                                                             |  |                  |                                                       |                                                       |                                                       |                                                       |  |                 |                                                       |                                                       |                                                       |                                                       |  |       |                                           |                                           |  |
|  | Copenhague                                                   | 2                                                            | 4                                                            | 6                                                            |   |                 |                                                             |                                                             |                                                             |                                                             |  |                  |                                                       |                                                       |                                                       |                                                       |  |                 |                                                       |                                                       |                                                       |                                                       |  |       |                                           |                                           |  |
|  | Copenhague                                                   | 2                                                            | 4                                                            | 6                                                            |   |                 |                                                             |                                                             |                                                             |                                                             |  | Chelsea          | 3                                                     | 3                                                     | 6                                                     |                                                       |  |                 |                                                       |                                                       |                                                       |                                                       |  |       |                                           |                                           |  |
|  |                                                              |                                                              |                                                              |                                                              |   |                 |                                                             |                                                             |                                                             |                                                             |  | Chelsea          | 3                                                     | 3                                                     | 6                                                     |                                                       |  |                 |                                                       |                                                       |                                                       |                                                       |  |       |                                           |                                           |  |
|  |                                                              |                                                              | Vålerenga                                                    | 0                                                            | 2 | 2               |                                                             |                                                             |                                                             |                                                             |  |                  |                                                       |                                                       |                                                       |                                                       |  |                 |                                                       |                                                       |                                                       |                                                       |  |       |                                           |                                           |  |
|  | Rapid Bucarest                                               | 2                                                            | Vålerenga                                                    | 0                                                            | 2 | 2               | 0                                                           | 2                                                           |                                                             |                                                             |  |                  |                                                       |                                                       |                                                       |                                                       |  |                 |                                                       |                                                       |                                                       |                                                       |  |       |                                           |                                           |  |
|  | Rapid Bucarest                                               | 2                                                            |                                                              |                                                              |   |                 |                                                             |                                                             |                                                             |                                                             |  |                  |                                                       |                                                       |                                                       |                                                       |  |                 |                                                       |                                                       |                                                       |                                                       |  |       |                                           |                                           |  |
|  | Vålerenga (v.)                                               | 2                                                            | 0                                                            | 2                                                            |   |                 |                                                             |                                                             |                                                             |                                                             |  |                  |                                                       |                                                       |                                                       |                                                       |  |                 |                                                       |                                                       |                                                       |                                                       |  |       |                                           |                                           |  |
|  | Vålerenga (v.)                                               | 2                                                            | 0                                                            | 2                                                            |   | Vålerenga       | 1                                                           | 3                                                           | 4                                                           |                                                             |  |                  |                                                       |                                                       |                                                       |                                                       |  |                 |                                                       |                                                       |                                                       |                                                       |  |       |                                           |                                           |  |
|  |                                                              |                                                              |                                                              |                                                              |   | Vålerenga       | 1                                                           | 3                                                           | 4                                                           |                                                             |  |                  |                                                       |                                                       |                                                       |                                                       |  |                 |                                                       |                                                       |                                                       |                                                       |  |       |                                           |                                           |  |
|  |                                                              |                                                              | Beşiktaş                                                     | 0                                                            | 3 | 3               |                                                             |                                                             |                                                             |                                                             |  |                  |                                                       |                                                       |                                                       |                                                       |  |                 |                                                       |                                                       |                                                       |                                                       |  |       |                                           |                                           |  |
|  | Beşiktaş                                                     | 3                                                            | Beşiktaş                                                     | 0                                                            | 3 | 3               | 1                                                           | 4                                                           |                                                             |                                                             |  |                  |                                                       |                                                       |                                                       |                                                       |  |                 |                                                       |                                                       |                                                       |                                                       |  |       |                                           |                                           |  |
|  | Beşiktaş                                                     | 3                                                            |                                                              |                                                              |   |                 |                                                             |                                                             |                                                             |                                                             |  |                  |                                                       |                                                       |                                                       |                                                       |  |                 |                                                       |                                                       |                                                       |                                                       |  |       |                                           |                                           |  |
|  | Spartak Trnava                                               | 0                                                            | 2                                                            | 2                                                            |   |                 |                                                             |                                                             |                                                             |                                                             |  |                  |                                                       |                                                       |                                                       |                                                       |  |                 |                                                       |                                                       |                                                       |                                                       |  |       |                                           |                                           |  |
|  | Spartak Trnava                                               | 0                                                            | 2                                                            | 2                                                            |   |                 |                                                             |                                                             |                                                             |                                                             |  |                  |                                                       |                                                       |                                                       |                                                       |  | Chelsea         | 1                                                     | 0                                                     | 1                                                     |                                                       |  |       |                                           |                                           |  |
|  |                                                              |                                                              |                                                              |                                                              |   |                 |                                                             |                                                             |                                                             |                                                             |  |                  |                                                       |                                                       |                                                       |                                                       |  | Chelsea         | 1                                                     | 0                                                     | 1                                                     |                                                       |  |       |                                           |                                           |  |
|  |                                                              |                                                              | Mallorca                                                     | 1                                                            | 1 | 2               |                                                             |                                                             |                                                             |                                                             |  |                  |                                                       |                                                       |                                                       |                                                       |  |                 |                                                       |                                                       |                                                       |                                                       |  |       |                                           |                                           |  |
|  | Heerenveen                                                   | 3                                                            | Mallorca                                                     | 1                                                            | 1 | 2               | 1                                                           | 4                                                           |                                                             |                                                             |  |                  |                                                       |                                                       |                                                       |                                                       |  |                 |                                                       |                                                       |                                                       |                                                       |  |       |                                           |                                           |  |
|  | Heerenveen                                                   | 3                                                            |                                                              |                                                              |   |                 |                                                             |                                                             |                                                             |                                                             |  |                  |                                                       |                                                       |                                                       |                                                       |  |                 |                                                       |                                                       |                                                       |                                                       |  |       |                                           |                                           |  |
|  | Amica Wronki                                                 | 1                                                            | 0                                                            | 1                                                            |   |                 |                                                             |                                                             |                                                             |                                                             |  |                  |                                                       |                                                       |                                                       |                                                       |  |                 |                                                       |                                                       |                                                       |                                                       |  |       |                                           |                                           |  |
|  | Amica Wronki                                                 | 1                                                            | 0                                                            | 1                                                            |   | Heerenveen      | 2                                                           | 2                                                           | 4                                                           |                                                             |  |                  |                                                       |                                                       |                                                       |                                                       |  |                 |                                                       |                                                       |                                                       |                                                       |  |       |                                           |                                           |  |
|  |                                                              |                                                              |                                                              |                                                              |   | Heerenveen      | 2                                                           | 2                                                           | 4                                                           |                                                             |  |                  |                                                       |                                                       |                                                       |                                                       |  |                 |                                                       |                                                       |                                                       |                                                       |  |       |                                           |                                           |  |
|  |                                                              |                                                              | Varteks Varaždin (t. s.)                                     | 1                                                            | 4 | 5               |                                                             |                                                             |                                                             |                                                             |  |                  |                                                       |                                                       |                                                       |                                                       |  |                 |                                                       |                                                       |                                                       |                                                       |  |       |                                           |                                           |  |
|  | Rudar Velenje                                                | 0                                                            | Varteks Varaždin (t. s.)                                     | 1                                                            | 4 | 5               | 0                                                           | 0                                                           |                                                             |                                                             |  |                  |                                                       |                                                       |                                                       |                                                       |  |                 |                                                       |                                                       |                                                       |                                                       |  |       |                                           |                                           |  |
|  | Rudar Velenje                                                | 0                                                            |                                                              |                                                              |   |                 |                                                             |                                                             |                                                             |                                                             |  |                  |                                                       |                                                       |                                                       |                                                       |  |                 |                                                       |                                                       |                                                       |                                                       |  |       |                                           |                                           |  |
|  | Varteks Varaždin                                             | 1                                                            | 1                                                            | 2                                                            |   |                 |                                                             |                                                             |                                                             |                                                             |  |                  |                                                       |                                                       |                                                       |                                                       |  |                 |                                                       |                                                       |                                                       |                                                       |  |       |                                           |                                           |  |
|  | Varteks Varaždin                                             | 1                                                            | 1                                                            | 2                                                            |   |                 |                                                             |                                                             |                                                             |                                                             |  | Varteks Varaždin | 0                                                     | 1                                                     | 1                                                     |                                                       |  |                 |                                                       |                                                       |                                                       |                                                       |  |       |                                           |                                           |  |
|  |                                                              |                                                              |                                                              |                                                              |   |                 |                                                             |                                                             |                                                             |                                                             |  | Varteks Varaždin | 0                                                     | 1                                                     | 1                                                     |                                                       |  |                 |                                                       |                                                       |                                                       |                                                       |  |       |                                           |                                           |  |
|  |                                                              |                                                              | Mallorca                                                     | 0                                                            | 3 | 3               |                                                             |                                                             |                                                             |                                                             |  |                  |                                                       |                                                       |                                                       |                                                       |  |                 |                                                       |                                                       |                                                       |                                                       |  |       |                                           |                                           |  |
|  | MSV Duisburgo                                                | 1                                                            | Mallorca                                                     | 0                                                            | 3 | 3               | 0                                                           | 1                                                           |                                                             |                                                             |  |                  |                                                       |                                                       |                                                       |                                                       |  |                 |                                                       |                                                       |                                                       |                                                       |  |       |                                           |                                           |  |
|  | MSV Duisburgo                                                | 1                                                            |                                                              |                                                              |   |                 |                                                             |                                                             |                                                             |                                                             |  |                  |                                                       |                                                       |                                                       |                                                       |  |                 |                                                       |                                                       |                                                       |                                                       |  |       |                                           |                                           |  |
|  | Genk                                                         | 1                                                            | 5                                                            | 6                                                            |   |                 |                                                             |                                                             |                                                             |                                                             |  |                  |                                                       |                                                       |                                                       |                                                       |  |                 |                                                       |                                                       |                                                       |                                                       |  |       |                                           |                                           |  |
|  | Genk                                                         | 1                                                            | 5                                                            | 6                                                            |   | Genk            | 1                                                           | 0                                                           | 1                                                           |                                                             |  |                  |                                                       |                                                       |                                                       |                                                       |  |                 |                                                       |                                                       |                                                       |                                                       |  |       |                                           |                                           |  |
|  |                                                              |                                                              |                                                              |                                                              |   | Genk            | 1                                                           | 0                                                           | 1                                                           |                                                             |  |                  |                                                       |                                                       |                                                       |                                                       |  |                 |                                                       |                                                       |                                                       |                                                       |  |       |                                           |                                           |  |
|  |                                                              |                                                              | Mallorca (v.)                                                | 1                                                            | 0 | 1               |                                                             |                                                             |                                                             |                                                             |  |                  |                                                       |                                                       |                                                       |                                                       |  |                 |                                                       |                                                       |                                                       |                                                       |  |       |                                           |                                           |  |
|  | Heart of Midlothian                                          | 0                                                            | Mallorca (v.)                                                | 1                                                            | 0 | 1               | 1                                                           | 1                                                           |                                                             |                                                             |  |                  |                                                       |                                                       |                                                       |                                                       |  |                 |                                                       |                                                       |                                                       |                                                       |  |       |                                           |                                           |  |
|  | Heart of Midlothian                                          | 0                                                            |                                                              |                                                              |   |                 |                                                             |                                                             |                                                             |                                                             |  |                  |                                                       |                                                       |                                                       |                                                       |  |                 |                                                       |                                                       |                                                       |                                                       |  |       |                                           |                                           |  |
|  | Mallorca                                                     | 1                                                            | 1                                                            | 2                                                            |   |                 |                                                             |                                                             |                                                             |                                                             |  |                  |                                                       |                                                       |                                                       |                                                       |  |                 |                                                       |                                                       |                                                       |                                                       |  |       |                                           |                                           |  |
|  | Mallorca                                                     | 1                                                            | 1                                                            | 2                                                            |   |                 |                                                             |                                                             |                                                             |                                                             |  |                  |                                                       |                                                       |                                                       |                                                       |  |                 |                                                       |                                                       |                                                       |                                                       |  |       |                                           |                                           |  |
|  |                                                              |                                                              |                                                              |                                                              |   |                 |                                                             |                                                             |                                                             |                                                             |  |                  |                                                       |                                                       |                                                       |                                                       |  |                 |                                                       |                                                       |                                                       |                                                       |  |       |                                           |                                           |  |

### Primera ronda
Ida
| 17-9-1998 | CSKA Kiev | 0–2     | Lokomotiv Moscow               | Dynamo Stadium, Kiev                                |                                                     |
|           |           | Reporte | Kharlachyov 24' · Janashia 51' | Asistencia: 4,500 espectadores Árbitro(s): Eyal Zur | Asistencia: 4,500 espectadores Árbitro(s): Eyal Zur |

| 17-9-1998 | Liepājas Metalurgs | 0–0             | Braga | Daugava Stadium, Liepāja                                  |                                                           |
|           |                    | Report Reporte] |       | Asistencia: 5,150 espectadores Árbitro(s): Milan Mitrović | Asistencia: 5,150 espectadores Árbitro(s): Milan Mitrović |

| 17-9-1998 | Ried                        | 2–0             | MTK Hungária | Stadion der Stadt Ried, Ried                              |                                                           |
|           | Strafner 19' · Brunmayr 64' | Report Reporte] |              | Asistencia: 4,500 espectadores Árbitro(s): Iouri Baskakov | Asistencia: 4,500 espectadores Árbitro(s): Iouri Baskakov |

| 17-9-1998 | PSG               | 1–1     | Maccabi Haifa | Parc des Princes, París                                    |                                                            |
|           | Simone 82' (pen.) | Reporte | Benayoun 87'  | Asistencia: 28,183 espectadores Árbitro(s): Herbert Fandel | Asistencia: 28,183 espectadores Árbitro(s): Herbert Fandel |

| 17-9-1998 | Panionios | 2–0     | Haka | Nea Smyrni Stadium, Atenas                               |                                                          |
|           |           | Reporte |      | Asistencia: 4,222 espectadores Árbitro(s): Charles Agius | Asistencia: 4,222 espectadores Árbitro(s): Charles Agius |

| 17-9-1998 | Apollon Limassol          | 2–1     | Jablonec 97 | Tsirio Stadium, Limassol                                   |                                                            |
|           | Kavazis 45' · Cârstea 67' | Reporte | Fukal 39'   | Asistencia: 3,000 espectadores Árbitro(s): Claude Detruche | Asistencia: 3,000 espectadores Árbitro(s): Claude Detruche |

| 17-9-1998 | Lazio      | 1–1     | Lausanne-Sport | Stadio Olimpico, Roma                                  |                                                        |
|           | Nedvěd 37' | Reporte | Douglas 54'    | Asistencia: 22,659 espectadores Árbitro(s): Dani Koren | Asistencia: 22,659 espectadores Árbitro(s): Dani Koren |

| 17-9-1998 | Newcastle United          | 2–1     | Partizan           | St James' Park, Newcastle upon Tyne                  |                                                      |
|           | Shearer 12' · Dabizas 71' | Reporte | Rašović 68' (pen.) | Asistencia: 26,599 espectadores Árbitro(s): Dick Jol | Asistencia: 26,599 espectadores Árbitro(s): Dick Jol |

| 17-9-1998 | Chelsea     | 1–0     | Helsingborg | Stamford Bridge, Londres                                         |                                                                  |
|           | Leboeuf 43' | Reporte |             | Asistencia: 17,714 espectadores Árbitro(s): Juan Ansuátegui Roca | Asistencia: 17,714 espectadores Árbitro(s): Juan Ansuátegui Roca |

| 17-9-1998 | Levski Sofia | 0–2     | Copenhague                         | Vasil Levski National Stadium, Sofía                       |                                                            |
|           |              | Reporte | Goldbæk 34' (pen.) · K. Jensen 75' | Asistencia: 2,860 espectadores Árbitro(s): Dick van Egmond | Asistencia: 2,860 espectadores Árbitro(s): Dick van Egmond |

| 17-9-1998 | Rapid București           | 2–2 | Vålerenga      | Stadionul Giulești-Valentin Stănescu, Bucharest        |                                                        |
|           | Șumudică 51' · Bundea 75' |     | Carew 52', 88' | Asistencia: 2,350 espectadores Árbitro(s): Zoran Arsić | Asistencia: 2,350 espectadores Árbitro(s): Zoran Arsić |

| 17-9-1998 | Beşiktaş                                  | 3–0     | Spartak Trnava | BJK İnönü Stadium, Estambul                                    |                                                                |
|           | Mehmet Özdilek 10' · Oktay 21' · Ohen 49' | Reporte |                | Asistencia: 20,580 espectadores Árbitro(s): Tom Henning Øvrebø | Asistencia: 20,580 espectadores Árbitro(s): Tom Henning Øvrebø |

| 17-9-1998 | Heerenveen                              | 3–1     | Amica Wronki | Abe Lenstra Stadion, Heerenveen                            |                                                            |
|           | Talan 38' · Mitriţă 45' · Pahlplatz 67' | Reporte | Król 64'     | Asistencia: 12,100 espectadores Árbitro(s): John Mcdermott | Asistencia: 12,100 espectadores Árbitro(s): John Mcdermott |

| 17-9-1998 | Rudar Velenje | 0–1     | Varteks   | Ob Jezeru City Stadium, Velenje                          |                                                          |
|           |               | Reporte | Matas 90' | Asistencia: 850 espectadores Árbitro(s): Tomasz Mikulski | Asistencia: 850 espectadores Árbitro(s): Tomasz Mikulski |

| 17-9-1998 | MSV Duisburg | 1–1     | Genk      | Wedaustadion, Duisburg                                    |                                                           |
|           | Wedau 83'    | Reporte | Reini 61' | Asistencia: 10,602 espectadores Árbitro(s): Vaclav Krondl | Asistencia: 10,602 espectadores Árbitro(s): Vaclav Krondl |

| 17-9-1998 | Hearts | 0–1     | Mallorca      | Tynecastle Stadium, Edinburgh                                   |                                                                 |
|           |        | Reporte | Marcelino 17' | Asistencia: 13,573 espectadores Árbitro(s): Alfredo Trentalange | Asistencia: 13,573 espectadores Árbitro(s): Alfredo Trentalange |

Vuelta
| 1-10-1998 | Lokomotiv Moscow                | 3–1 (Global 5-1) | CSKA Kiev    | Lokomotiv Stadium, Moscú                                   |                                                            |
|           | Bulykin 19', 51' · Janashia 69' | Reporte          | Bezhenar 13' | Asistencia: 4,850 espectadores Árbitro(s): Robert Sedlacek | Asistencia: 4,850 espectadores Árbitro(s): Robert Sedlacek |

| 1-10-1998 | Braga                                            | 4–0 (Global 4-0) | Liepājas Metalurgs | Estádio 1º de Maio, Braga                              |                                                        |
|           | Bruno 12' (pen.), 60' · Karoglan 35' · Silva 84' | Reporte          |                    | Asistencia: 8,750 espectadores Árbitro(s): Roland Beck | Asistencia: 8,750 espectadores Árbitro(s): Roland Beck |

| 1-10-1998 | MTK Hungária | 0–1 (Global 0-3) | Ried         | Hidegkuti Nándor Stadion, Budapest                           |                                                              |
|           |              | Reporte          | Strafner 10' | Asistencia: 2,500 espectadores Árbitro(s): Martin Ingvarsson | Asistencia: 2,500 espectadores Árbitro(s): Martin Ingvarsson |

| 1-10-1998 | Maccabi Haifa                | 3–2 (Global 4-3) | PSG                     | Kiryat Eliezer Stadium, Haifa                             |                                                           |
|           | Keisi 57' · Mizrahi 77', 90' | Reporte          | Ouédec 72' · Okocha 86' | Asistencia: 10,500 espectadores Árbitro(s): Fernand Meese | Asistencia: 10,500 espectadores Árbitro(s): Fernand Meese |

| 1-10-1998 | Haka      | 1–3 (Global 1-5) | Panionios                                 | Tehtaan kenttä, Valkeakoski                              |                                                          |
|           | Salli 75' | Reporte          | Fyssas 32' · Kafalis 45' · Sapountzis 56' | Asistencia: 1,750 espectadores Árbitro(s): Konrad Plautz | Asistencia: 1,750 espectadores Árbitro(s): Konrad Plautz |

| 1-10-1998 | Jablonec 97                                        | 2–1 (t. s.)(3–4 p.)(Global 3-3) | Apollon Limassol                              | Chance Arena, Jablonec nad Nisou                            |                                                             |
|           | Procházka 24', 45'                                 | Reporte                         | Themistokleous 59'                            | Asistencia: 3,100 espectadores Árbitro(s): Dermot Gallagher | Asistencia: 3,100 espectadores Árbitro(s): Dermot Gallagher |
|           |                                                    | Tiros desde el punto penal      |                                               |                                                             |                                                             |
|           | Procházka · Nečas · Skuhravý · Barteska · Jirousek |                                 | Špoljarić · Papavasiliou · Kavazis · Germanos |                                                             |                                                             |

| 1-10-1998                                          | Lausanne-Sport         | 2–2 (Global 3-3) | Lazio                           | Stade Olympique de la Pontaise, Lausanne                   |                                                            |
|                                                    | Douglas 10' · Rehn 84' | Reporte          | Salas 7' · Sérgio Conceição 26' | Asistencia: 12,500 espectadores Árbitro(s): Kyros Vassaras | Asistencia: 12,500 espectadores Árbitro(s): Kyros Vassaras |
| Lazio clasifica por la regla del gol de visitante. |                        |                  |                                 |                                                            |                                                            |

| 1-10-1998                                             | Partizan           | 1–0 (Global 2-2) | Newcastle United | Partizan Stadium, Belgrade                                   |                                                              |
|                                                       | Rašović 53' (pen.) | Reporte          |                  | Asistencia: 26,700 espectadores Árbitro(s): Manuel Díaz Vega | Asistencia: 26,700 espectadores Árbitro(s): Manuel Díaz Vega |
| Partizan clasifica por la regla del gol de visitante. |                    |                  |                  |                                                              |                                                              |

| 1-10-1998 | Helsingborg | 0–0 (Global 0-1) | Chelsea | Olympia, Helsingborg                                        |                                                             |
|           |             | Reporte          |         | Asistencia: 12,348 espectadores Árbitro(s): Vladimír Hriňák | Asistencia: 12,348 espectadores Árbitro(s): Vladimír Hriňák |

| 1-10-1998 | Copenhague                                       | 4–1 (Global 6-1) | Levski Sofia | Parken Stadium, Copenhague                              |                                                         |
|           | M. Nielsen 18' · Højer 49' · Thorninger 59', 76' | Reporte          | Lazarov 85'  | Asistencia: 6,354 espectadores Árbitro(s): Mike McCurry | Asistencia: 6,354 espectadores Árbitro(s): Mike McCurry |

| 1-10-1998                                              | Vålerenga | 0–0 (Global 2-2) | Rapid București | Ullevaal Stadion, Oslo                                  |                                                         |
|                                                        |           | Reporte          |                 | Asistencia: 6,257 espectadores Árbitro(s): Roman Lajcuk | Asistencia: 6,257 espectadores Árbitro(s): Roman Lajcuk |
| Valerenga clasifica por la regla del gol de visitante. |           |                  |                 |                                                         |                                                         |

| 1-10-1998 | Spartak Trnava           | 2–1 (Global 2-4) | Beşiktaş  | Štadión Antona Malatinského, Trnava                        |                                                            |
|           | Formanko 49' · Timko 71' | Reporte          | Oktay 45' | Asistencia: 6,246 espectadores Árbitro(s): Serhiy Tatulian | Asistencia: 6,246 espectadores Árbitro(s): Serhiy Tatulian |

| 1-10-1998 | Amica Wronki | 0–1 (Global 1-4) | Heerenveen        | Amica Wronki Stadium, Wronki                                 |                                                              |
|           |              | Reporte          | D. de Nooijer 30' | Asistencia: 3,000 espectadores Árbitro(s): Gylfi Þor Orrason | Asistencia: 3,000 espectadores Árbitro(s): Gylfi Þor Orrason |

| 1-10-1998 | Varteks       | 1–0 (Global 2-0) | Rudar Velenje | Gradski Stadion, Varaždin                                |                                                          |
|           | Kamberović 7' |                  |               | Asistencia: 2,850 espectadores Árbitro(s): Adrian Stoica | Asistencia: 2,850 espectadores Árbitro(s): Adrian Stoica |

| 1-10-1998 | Genk                                                | 5–0 (Global 6-1) | MSV Duisburg | King Baudouin Stadium, Brussels                               |                                                               |
|           | Oularé 12', 48' · Strupar 31' · Guðjónsson 72', 79' | Reporte          |              | Asistencia: 17,200 espectadores Árbitro(s): Karl-Erik Nilsson | Asistencia: 17,200 espectadores Árbitro(s): Karl-Erik Nilsson |

| 1-10-1998 | Mallorca        | 1–1 (Global 2-1) | Hearts       | Estadio Lluís Sitjar, Palma de Mallorca                      |                                                              |
|           | Chupa López 49' | Reporte          | Hamilton 78' | Asistencia: 12,218 espectadores Árbitro(s): Hermann Albrecht | Asistencia: 12,218 espectadores Árbitro(s): Hermann Albrecht |

### Octavos de final
Ida
| 22-10-1998 | Lokomotiv Moscow                        | 3–1     | Braga     | Lokomotiv Stadium, Moscú                                  |                                                           |
|            | Bulykin 22', 35' · Chugainov 68' (pen.) | Reporte | Odair 47' | Asistencia: 16,100 espectadores Árbitro(s): Charles Agius | Asistencia: 16,100 espectadores Árbitro(s): Charles Agius |

| 22-10-1998 | Ried                         | 2–1     | Maccabi Haifa | Linzer Stadion, Linz                                     |                                                          |
|            | Śliwowski 22' · Strafner 88' | Reporte | Mizrahi 13'   | Asistencia: 5,000 espectadores Árbitro(s): Adrian Stoica | Asistencia: 5,000 espectadores Árbitro(s): Adrian Stoica |

| 22-10-1998 | Panionios                                 | 3–2     | Apollon Limassol   | Nea Smyrni Stadium, Atenas                                  |                                                             |
|            | Sapountzis 22' · Haylock 39' · Robins 57' | Reporte | Spoljaric 14', 43' | Asistencia: 10,000 espectadores Árbitro(s): Roy Helge Olsen | Asistencia: 10,000 espectadores Árbitro(s): Roy Helge Olsen |

| 22-10-1998 | Lazio | 0–0     | Partizan | Stadio Olimpico, Roma                                    |                                                          |
|            |       | Reporte |          | Asistencia: 24,966 espectadores Árbitro(s): René Temmink | Asistencia: 24,966 espectadores Árbitro(s): René Temmink |

| 22-10-1998 | Chelsea      | 1–1     | Copenhague  | Stamford Bridge, Londres                                |                                                         |
|            | Desailly 90' | Reporte | Goldbæk 81' | Asistencia: 21,207 espectadores Árbitro(s): Metin Tokat | Asistencia: 21,207 espectadores Árbitro(s): Metin Tokat |

| 22-10-1998 | Vålerenga    | 1–0     | Beşiktaş | Bislett Stadion, Oslo                                  |                                                        |
|            | Levernes 49' | Reporte |          | Asistencia: 6,284 espectadores Árbitro(s): Sándor Puhl | Asistencia: 6,284 espectadores Árbitro(s): Sándor Puhl |

| 22-10-1998 | Heerenveen                     | 2–1     | Varteks    | Abe Lenstra Stadion, Heerenveen                        |                                                        |
|            | D. de Nooijer 57' · Hansma 89' | Reporte | Mumlek 63' | Asistencia: 12,200 espectadores Árbitro(s): Dani Koren | Asistencia: 12,200 espectadores Árbitro(s): Dani Koren |

| 22-10-1998 | Genk       | 1–1     | Mallorca | King Baudouin Stadium, Brussels                           |                                                           |
|            | Oularé 71' | Reporte | Dani 56' | Asistencia: 24,046 espectadores Árbitro(s): Konrad Plautz | Asistencia: 24,046 espectadores Árbitro(s): Konrad Plautz |

Vuelta
| 5-11-1998 | Braga        | 1–0 (Global 2-3) | Lokomotiv Moscow | Estádio Primeiro de Maio, Braga                                 |                                                                 |
|           | Karoglan 13' | Reporte          |                  | Asistencia: 10,000 espectadores Árbitro(s): Alfredo Trentalange | Asistencia: 10,000 espectadores Árbitro(s): Alfredo Trentalange |

| 5-11-1998 | Maccabi Haifa                                     | 4–1 (Global 5-3) | Ried       | Kiryat Eliezer Stadium, Haifa                            |                                                          |
|           | Mizrahi 32' · Keisi 62' · Benayoun 72' · Duro 90' | Reporte          | Aničić 70' | Asistencia: 17,100 espectadores Árbitro(s): Željko Širić | Asistencia: 17,100 espectadores Árbitro(s): Željko Širić |

| 5-11-1998 | Apollon Limassol | 0–1 (Global 2-4) | Panionios      | Tsirion Stadium, Limassol                               |                                                         |
|           |                  | Reporte          | Sapountzis 18' | Asistencia: 8,000 espectadores Árbitro(s): Jan Wegereef | Asistencia: 8,000 espectadores Árbitro(s): Jan Wegereef |

| 5-11-1998 | Partizan                 | 2–3 (Global 2-3) | Lazio                                 | Partizan Stadium, Belgrade                                 |                                                            |
|           | Krstajić 18' · Iliev 85' | Reporte          | Salas 43' (pen.), 76' · Stanković 67' | Asistencia: 32,000 espectadores Árbitro(s): Fritz Stuchlik | Asistencia: 32,000 espectadores Árbitro(s): Fritz Stuchlik |

| 5-11-1998 | Copenhague | 0–1 (Global 1-2) | Chelsea     | Parken Stadium, Copenhague                                 |                                                            |
|           |            | Reporte          | Laudrup 32' | Asistencia: 25,118 espectadores Árbitro(s): Claude Colombo | Asistencia: 25,118 espectadores Árbitro(s): Claude Colombo |

| 5-11-1998 | Beşiktaş                   | 3–3 (Global 3-4) | Vålerenga                             | BJK İnönü Stadium, Estambul                                 |                                                             |
|           | Oktay 8', 43' · Tayfur 40' | Reporte          | Haraldsen 63' · Kaasa 66' · Carew 73' | Asistencia: 25,000 espectadores Árbitro(s): Edgar Steinborn | Asistencia: 25,000 espectadores Árbitro(s): Edgar Steinborn |

| 5-11-1998 | Varteks                                | 4–2 (t. s.)(Global 5-4) | Heerenveen                     | Gradski Stadion, Varaždin                                 |                                                           |
|           | Mumlek 67', 117' · Kamberović 80', 99' | Reporte                 | Samardžić 18' · de Visser 114' | Asistencia: 6,000 espectadores Árbitro(s): Kyros Vassaras | Asistencia: 6,000 espectadores Árbitro(s): Kyros Vassaras |

| 5-11-1998                                             | Mallorca | 0–0 (Global 1-1) | Genk | Estadio Lluís Sitjar, Palma de Mallorca                 |                                                         |
|                                                       |          | Reporte          |      | Asistencia: 14,555 espectadores Árbitro(s): Rémi Harrel | Asistencia: 14,555 espectadores Árbitro(s): Rémi Harrel |
| Mallorca clasifica por la regla del gol de visitante. |          |                  |      |                                                         |                                                         |

### Cuartos de final
Ida
| 4-3-1999 | Lokomotiv Moscow       | 3–0     | Maccabi Haifa | Lokomotiv Stadium, Moscú                                 |                                                          |
|          | Janashia 48', 78', 90' | Reporte |               | Asistencia: 20,000 espectadores Árbitro(s): Ľuboš Micheľ | Asistencia: 20,000 espectadores Árbitro(s): Ľuboš Micheľ |

| 4-3-1999 | Panionios | 0–4     | Lazio                                             | Nea Smyrni Stadium, Atenas                              |                                                         |
|          |           | Reporte | Stanković 3', 60' · Gazis 14' (o.g.) · Nedvěd 63' | Asistencia: 10,175 espectadores Árbitro(s): Graham Poll | Asistencia: 10,175 espectadores Árbitro(s): Graham Poll |

| 4-3-1999 | Chelsea                           | 3–0     | Vålerenga | Stamford Bridge, Londres                                 |                                                          |
|          | Babayaro 9' · Zola 30' · Wise 85' | Reporte |           | Asistencia: 34,177 espectadores Árbitro(s): Günter Benkö | Asistencia: 34,177 espectadores Árbitro(s): Günter Benkö |

| 4-3-1999 | Varteks | 0–0     | Mallorca | Gradski Stadion, Varaždin                                    |                                                              |
|          |         | Reporte |          | Asistencia: 8,970 espectadores Árbitro(s): Karl-Erik Nilsson | Asistencia: 8,970 espectadores Árbitro(s): Karl-Erik Nilsson |

Vuelta
| 18-3-1999 | Maccabi Haifa | 0–1 (Global 0-4) | Lokomotiv Moscow     | Kiryat Eliezer Stadium, Haifa                           |                                                         |
|           |               | Reporte          | Chugainov 72' (pen.) | Asistencia: 12,074 espectadores Árbitro(s): Hugh Dallas | Asistencia: 12,074 espectadores Árbitro(s): Hugh Dallas |

| 18-3-1999 | Lazio                                       | 3–0 (Global 7-0) | Panionios | Stadio Olimpico, Roma                                       |                                                             |
|           | Nedvěd 70' · Stanković 77' · de la Peña 82' | Reporte          |           | Asistencia: 20,488 espectadores Árbitro(s): Bernd Heynemann | Asistencia: 20,488 espectadores Árbitro(s): Bernd Heynemann |

| 18-3-1999 | Vålerenga               | 2–3 (Global 2-6) | Chelsea                              | Ullevaal Stadion, Oslo                                   |                                                          |
|           | Kjølner 26' · Carew 42' | Reporte          | Vialli 13' · Lambourde 15' · Flo 32' | Asistencia: 17,934 espectadores Árbitro(s): Amand Ancion | Asistencia: 17,934 espectadores Árbitro(s): Amand Ancion |

| 18-3-1999 | Mallorca                              | 3–1 (Global 3-1) | Varteks     | Estadio Lluís Sitjar, Palma de Mallorca                    |                                                            |
|           | Ibagaza 53' · Paunović 55' · Dani 75' | Reporte          | Balajić 90' | Asistencia: 16,109 espectadores Árbitro(s): Ryszard Wójcik | Asistencia: 16,109 espectadores Árbitro(s): Ryszard Wójcik |

### Semifinales
Ida
| 8-4-1999 | Lokomotiv Moscow | 1–1     | Lazio      | Lokomotiv Stadium, Moscú                                     |                                                              |
|          | Janashia 61'     | Reporte | Bokšić 77' | Asistencia: 21,828 espectadores Árbitro(s): Gilles Veissière | Asistencia: 21,828 espectadores Árbitro(s): Gilles Veissière |

| 8-4-1999 | Chelsea | 1–1     | Mallorca | Stamford Bridge, Londres                             |                                                      |
|          | Flo 50' | Reporte | Dani 32' | Asistencia: 32,524 espectadores Árbitro(s): Dick Jol | Asistencia: 32,524 espectadores Árbitro(s): Dick Jol |

Vuelta
| 22-4-1999                                          | Lazio | 0–0 (Global 1-1) | Lokomotiv Moscow | Stadio Olimpico, Roma                                    |                                                          |
|                                                    |       | Reporte          |                  | Asistencia: 32,016 espectadores Árbitro(s): Anders Frisk | Asistencia: 32,016 espectadores Árbitro(s): Anders Frisk |
| Lazio clasifica por la regla del gol de visitante. |       |                  |                  |                                                          |                                                          |

| 22-4-1999 | Mallorca    | 1–0 (Global 2-1) | Chelsea | Estadio Lluís Sitjar, Palma de Mallorca                  |                                                          |
|           | Biagini 15' | Reporte          |         | Asistencia: 18,848 espectadores Árbitro(s): Hellmut Krug | Asistencia: 18,848 espectadores Árbitro(s): Hellmut Krug |

## Final
| 1  | POR | Luca Marchegiani    |     |
| 5  | DEF | Giuseppe Favalli    |     |
| 11 | DEF | Siniša Mihajlović   |     |
| 13 | DEF | Alessandro Nesta    |     |
| 15 | DEF | Giuseppe Pancaro    |     |
| 18 | MED | Pavel Nedvěd        | 84' |
| 25 | MED | Matías Almeyda      |     |
| 20 | MED | Dejan Stanković     | 56' |
| 10 | MED | Roberto Mancini     | 90' |
| 9  | DEL | Marcelo Salas       |     |
| 32 | DEL | Christian Vieri     |     |
| DT | DT  | Sven-Göran Eriksson |     |

| 13 | POR | Carlos Roa         |     |
| 3  | DEF | Miquel Soler       |     |
| 4  | DEF | Gustavo Siviero    |     |
| 5  | DEF | Marcelino Elena    |     |
| 14 | DEF | Javier Olaizola    |     |
| 10 | MED | Ariel Ibagaza      |     |
| 11 | MED | Jovan Stanković    |     |
| 12 | MED | Lauren Étame Mayer |     |
| 23 | MED | Vicente Engonga    |     |
| 9  | DEL | Dani García        |     |
| 22 | DEL | Leonardo Biagini   | 73' |
| DT | DT  | Héctor Cúper       |     |

| 14 | MED | Sérgio Conceição | 56' |
| 7  | MED | Attilio Lombardo | 84' |
| 24 | DEF | Fernando Couto   | 90' |

| 21 | DEL | Veljko Paunović | 73' |

|  | 6'  | Christian Vieri | 1-0 |
|  | 80' | Pavel Nedvěd    | 2-1 |

|  | 11' | Dani García | 1-1 |

|  | 23' | Siniša Mihajlović |
|  | 38' | Christian Vieri   |
|  | 91' | Luca Marchegiani  |

|  | 54' | Gustavo Siviero |

| Árbitro | Günther Benkö |

| 1  | POR | Luca Marchegiani    |     |
| 5  | DEF | Giuseppe Favalli    |     |
| 11 | DEF | Siniša Mihajlović   |     |
| 13 | DEF | Alessandro Nesta    |     |
| 15 | DEF | Giuseppe Pancaro    |     |
| 18 | MED | Pavel Nedvěd        | 84' |
| 25 | MED | Matías Almeyda      |     |
| 20 | MED | Dejan Stanković     | 56' |
| 10 | MED | Roberto Mancini     | 90' |
| 9  | DEL | Marcelo Salas       |     |
| 32 | DEL | Christian Vieri     |     |
| DT | DT  | Sven-Göran Eriksson |     |

| 13 | POR | Carlos Roa         |     |
| 3  | DEF | Miquel Soler       |     |
| 4  | DEF | Gustavo Siviero    |     |
| 5  | DEF | Marcelino Elena    |     |
| 14 | DEF | Javier Olaizola    |     |
| 10 | MED | Ariel Ibagaza      |     |
| 11 | MED | Jovan Stanković    |     |
| 12 | MED | Lauren Étame Mayer |     |
| 23 | MED | Vicente Engonga    |     |
| 9  | DEL | Dani García        |     |
| 22 | DEL | Leonardo Biagini   | 73' |
| DT | DT  | Héctor Cúper       |     |

| 14 | MED | Sérgio Conceição | 56' |
| 7  | MED | Attilio Lombardo | 84' |
| 24 | DEF | Fernando Couto   | 90' |

| 21 | DEL | Veljko Paunović | 73' |

|  | 6'  | Christian Vieri | 1-0 |
|  | 80' | Pavel Nedvěd    | 2-1 |

|  | 11' | Dani García | 1-1 |

|  | 23' | Siniša Mihajlović |
|  | 38' | Christian Vieri   |
|  | 91' | Luca Marchegiani  |

|  | 54' | Gustavo Siviero |

| Árbitro | Günther Benkö |

## Campeón
|                   |
| Bandera de Italia |
| Campeón           |
| Lazio             |
| 1° título         |

## Goleadores
Los máximos goleadores de la Recopa de Europa 1998–99 fueron:
| Lugar | Jugador            | Equipo             | Goles |
| ----- | ------------------ | ------------------ | ----- |
| 1     | Alon Mizrahi       | Maccabi Haifa      | 7     |
| 2     | Zaza Janashia      | Lokomotiv Moscow   | 6     |
| 3     | Souleymane Oularé  | Genk               | 5     |
| 3     | Milenko Spoljaric  | Apollon Limassol   | 5     |
| 5     | Dmitri Bulykin     | Lokomotiv Moscow   | 4     |
| 5     | John Carew         | Vålerenga          | 4     |
| 5     | Fabio Celestini    | Lausanne-Sport     | 4     |
| 5     | Dani               | Mallorca           | 4     |
| 5     | Krisztián Kenesei  | MTK                | 4     |
| 5     | Pavel Nedvěd       | Lazio              | 4     |
| 5     | Oktay Derelioğlu   | Beşiktaş           | 4     |
| 5     | Dejan Stanković    | Lazio              | 4     |
| 5     | Branko Strupar     | Genk               | 4     |
| 14    | Georgi Borisov     | Levski Sofia       | 3     |
| 14    | Rolands Bulders    | Liepājas Metalurgs | 3     |
| 14    | Bjarne Goldbæk     | Copenhague         | 3     |
| 14    | Kenneth Jensen     | Copenhague         | 3     |
| 14    | Daniel Pancu       | Rapid București    | 3     |
| 14    | Antonis Sapountzis | Panionios          | 3     |
| 14    | Gerald Strafner    | Ried               | 3     |
| 14    | Thomas Thorninger  | Copenhague         | 3     |
| 14    | Marcelo Salas      | Lazio              | 3     |